# Говард, Филипп Томас
Филипп Томас Говард (англ. Philip Thomas Howard; 21 сентября 1629, Лондон, королевство Англия — 17 июня 1694, Рим, Папская область) — английский куриальный кардинал, доминиканец, представитель рода Говардов, сын 22-го графа Арундела и брат 5-го и 6-го герцогов Норфолков. Титулярный епископ Эленополиса с 16 мая 1672 по 27 мая 1676. Камерленго Священной Коллегии кардиналов с 24 января 1689 по 8 января 1691. Архипресвитер патриаршей Либерийской базилики с 1 января 1689 по 17 июня 1694. Кардинал-священник с 27 мая 1675, с титулом церкви Санта-Чечилия с 23 марта 1676 по 25 сентября 1679. Кардинал-священник с титулом церкви Санта-Мария-сопра-Минерва с 25 сентября 1679 по 17 июня 1694.